# Liste der Kardinalskreierungen Coelestins V.
Papst Coelestin V. kreierte 13 Kardinäle in einem Konsistorium.

## 18. September 1294
- Simon de Beaulieu
- Bérard de Goth
- Tommaso di Ocre O.Cel.
- Jean Lemoine
- Pietro de L’Aquila OSB
- Guillaume Ferrières
- Nicolas l’Aide
- Robert de Pontigny O.Cist.
- Simon d’Armentières OSB
- Landolfo Brancaccio
- Guglielmo Longhi
- Francesco Ronci O.Cel.
- Giovanni Castrocoeli OSB